# سنديان مزدوج
سنديان مزدوج وتسمى عادةً سنديان الرمل الحي (الاسم العلمي: Quercus geminata)، نوع نبات من جنس السنديان وفصيلة الزانية. هي شجرة دائمة الخضرة موطنها المناطق الساحلية في جنوب شرق الولايات المتحدة الشبه الاستوائية، على طول ساحل المحيط الأطلسي من جنوب فلوريدا شمالا إلى جنوب شرق ولاية فرجينيا وعلى طول ساحل الخليج غربا إلى جنوب المسيسيبي، تنبت على الكثبان الرملية البحرية وعلى الرمال البيضاء.